# Brant Bjork
Brant Bjork, född 19 mars 1973 i Palm Desert, USA, är en amerikansk trummis, gitarrist, sångare och producent från Palm Desert i Kalifornien.
Han har varit trummis i Kyuss, Fu Manchu och Mondo Generator. Bjork har även en kort tid varit medlem av Queens of the Stone Age men inte deltagit på något album. Har även haft en egen solokarriär och släppt ett par album.

## Diskografi
- 1999 - Jalamanta
- 2002 - Brant Bjork & the Operators
- 2003 - Keep Your Cool
- 2004 - Local Angel
- 2005 - Saved by Magic
- 2007 - Tres Dias
- 2007 - Somera Sol
- 2008 - Punk Rock Guilt
- 2010 - Gods & Goddesses
- 2016 - Tao of the Devil